# Edoardo Bassini
Edoardo Bassini, né le 14 avril 1844 à Pavie et mort le 19 juillet 1924, est un chirurgien italien.

## Biographie
En 1866, il obtint son diplôme de médecine de l'Université de Pavie et rejoignit ensuite le mouvement d'unification italienne en tant que soldat d'infanterie sous la direction de Giuseppe Garibaldi (1807-1882). En 1867, il fut grièvement blessé et fait prisonnier. Après sa libération et sa convalescence, il a parcouru l'Europe pour poursuivre ses études de médecine. Il a appris les interventions chirurgicales à Vienne sous Theodor Billroth (1829-1894), à Berlin sous Bernhard von Langenbeck (1810-1887) et à Munich avec Johann Nepomuk von Nussbaum (1829-1890). Il s'est également rendu à Londres, où il a rencontré Thomas Spencer Wells (1818-1897) et Joseph Lister (1827-1912).
Par la suite, il dirigea le département de chirurgie de l'hôpital La Spezia et, en 1878, devint maître de conférences en chirurgie à Parme. En 1882, il devint directeur de la pathologie chirurgicale à l'Université de Padoue, où il succéda plus tard à Tito Vanzetti (1809–1888) à la chaire de chirurgie clinique (1888).
On se souvient de Bassini pour ses techniques opératoires impliquant la réparation d'une hernie inguinale. En 1884, il introduisit une procédure chirurgicale qui permettait de reconstruire le canal inguinal et de restaurer l'anatomie du patient après le retrait du sac hernial. Il s’agissait d’une opération historique car la paroi postérieure du canal inguinal pouvait être reconstruite et renforcée avec des sutures chirurgicales seulement. Il n'a pas nécessité de renforcement supplémentaire ni de prothèse. Malgré l'importance de la nouvelle méthode chirurgicale, elle n'a pas été connue en dehors de l'Italie avant 1890.
Bassini est crédité pour l’adoption de pratiques antiseptiques en chirurgie italienne. Il a introduit l'utilisation de l'acide phénolique et de l'eucalyptus pour augmenter les chances de guérison et de survie du patient.